# Hitchhike to Happiness
Hitchhike to Happiness (deutsch Per Anhalter zum Glück) ist ein US-amerikanisches komödiantisches Musikdrama von Joseph Santley aus dem Jahr 1945. Die Hauptrollen sind besetzt mit Al Pearce, Dale Evans und Brad Taylor.
Das Drehbuch basiert auf einer Originalgeschichte von Manuel Seff, das er unter dem Namen Manny Seff schrieb, und Jerry Horwin.

## Handlung
Die Sängerin Alice Chase, die gerade ihr Engagement in der laufenden Saison beim Radio beendet hat, kehrt in ihr Anwesen in Hollywood zurück. Kaum zu Hause, erhält sie einen Anruf ihres Freundes, des Schauspielers Tony Riggs, der sie bittet, ihn in New York zu treffen. Alice willigt ein, ohne zu wissen, dass ihr gefühlsarmer Freund dem Theaterproduzenten Sandy Hill und dem Drehbuchautor Dennis Colby versprochen hat, dass sie in deren nächster Produktion auftreten werde. Als Gegenleistung für seine Vermittlung soll Tony die männliche Hauptrolle und zehn Prozent des Gewinns erhalten.
Alice ist bei ihrer Ankunft in New York in einer nostalgischen Stimmung, da sie dort unter dem Namen Mary Kelly als Kellnerin und Sängerin gearbeitet hat, bevor sie in Hollywood zum Star wurde. Obwohl Tony ihr zusetzt, Colbys Drehbuch zu lesen, entschließt Alice sich, erst einmal allein das Restaurant aufzusuchen, in dem sie früher gearbeitet hat. Dieses wird inzwischen von Kipling Ellis geführt, einem ehemaligen gutherzigen Kellner, der davon träumt, Dramatiker zu werden. Kippy, wie Kipling Ellis gerufen wird, weiß nichts davon, dass Mary unter ihrem neuen Namen Karriere gemacht hat und geht wie selbstverständlich davon aus, dass sie immer noch die arme Mary aus der Vergangenheit ist. Er stellt sie dem Songschreiber Joe Mitchell vor, der ebenso wie Kippy auf seine große Chance wartet. Zwischen Joe und Alice/Mary herrscht sofort mehr als nur Sympathie. Auch sind sie gegenseitig beeindruckt über das Talent des jeweils anderen. Alice bittet Joe darum, ihr einige seiner Kompositionen zu überlassen und Kippy überlässt ihr eine Abschrift seines Drehbuches. Eines der Lieder singt Alice Tony, Colby und Hill vor. Als die drei Männer zusammensitzen, um über die Komposition zu sprechen, werden sie von Ladislaus Prenska, einem exzentrischen ungarischen Produzenten gestört, der mit Colby über dessen Drehbuch sprechen will. Das Trio will sich einen Scherz machen und überredet Prenska, Kippys Stück mit dem Titel „Per Anhalter  zum Glück“ zu kaufen. Man arrangiert ein Treffen zwischen Prenska und Kippy, der diesem eine stattliche Summe für sein Werk bezahlt. Bei einer Feier, die am Abend stattfindet, sorgen Tony, Colby und Hill dafür, dass Kippy auf der sehr hohen Rechnung für das Essen sitzenbleibt und dann muss Kippy auch noch im Radio mit anhören, dass die Klatschkolumnistin Dolly Ward ihn während ihrer Radioshow aufs Korn nimmt, und sich darüber amüsiert, er sei auf einen üblen Scherz hereingefallen.
Joe ist über das, was man Kippy scheinbar antut, sehr wütend und sucht Hills Büro auf, wo er auf Alice trifft. Da er immer noch nicht weiß, wen er vor sich hat, bittet er nun seinerseits die vermeintliche Mary darum, sich als Alice auszugeben, um Prenska davon zu überzeugen, dass er Kippys Show aufführen müsse.
Nachdem Prenska das Stück gelesen hat, beschließt er, es zu produzieren unter der Bedingung, dass Alice darin mitspielt. Alice stimmt zu und Joe arbeitet die Musikarrangements weiter aus. Als Joe und Mary/Alice sich am nächsten Tag im Restaurant treffen kommt Tony hinzu und enthüllt Alice’ wahre Identität. Joe befürchtet nun, dass auch er das Ziel eines geschmacklosen Streiches geworden ist und verschwindet. Alice hält jedoch daran fest, dass Prenska Kippys Stück produzieren wird und so beginnen die Proben. Ihre Beziehung zu Tony hat sie inzwischen beendet, ihre Sehnsucht nach Joe ist groß. Er ist jedoch nirgends zu finden. Alice entschließt sich, einen Song von Joe im Radio zu singen, woraufhin er zurückkehrt. Zwischen ihm und Alice kommt es jedoch erneut zu einem Missverständnis, als er annimmt, Alice habe seine Rückkehr nur deswegen ersehnt, damit er ihr die Rechte an seinen Songs überlasse.
Alice widmet Joe ein sehr romantisches Lied, um ihm ihre Liebe zu demonstrieren, was letztlich auch klappt. Joe und sie wollen heiraten ebenso wie Kippy und dessen Verlobte Joan Randall. Und ihr gemeinsames Stück wird – entgegen den Erwartungen von Tony, Colby und Hill –  zu einem großen Erfolg.

## Produktion

### Produktionsnotizen
Die Dreharbeiten, die in den Republic Studios in Hollywood erfolgten, erstreckten sich über den Zeitraum Mitte bis Ende September 1944.

### Songs im Film
– Musik jeweils: Walter Kent, Text jeweils: Kim Gannon –
- Hitchhike to Happiness
- My Pushover Heart
- Sentimental
- For You and Me

### Veröffentlichung
Der Film wurde am 14. April 1945 in New York erstmals vorgestellt. Am 16. Juli 1945 lief er dann allgemein in den USA an. In Brasilien wurde er unter dem Titel Doce Impostora veröffentlicht. Eine deutsch synchronisierte Fassung wurde nicht erstellt.

## Rezeption

### Kritik
Die Filmkritik widmete dem Streifen nur wenig Aufmerksamkeit. Variety konstatierte immerhin, „Miss Evans hat ebenso das Aussehen wie auch eine Stimme.“

### Auszeichnung
Oscarverleihung 1946:
Morton Scott war in der Kategorie „Beste Filmmusik“ für einen Oscar nominiert,
der jedoch an George E. Stoll und die Filmkomödie Urlaub in Hollywood ging.